# Tato
Tato (? - 510) was koning van de Longobarden tussen van ongeveer 495 tot 510. Hij was de zoon van Claffo.

## Geschiedenis
Ten tijde van Tato woonden de Longobarden in het huidige Oostenrijk. Van daaruit trokken zij omstreeks 500 over de Donau-rivier naar de vlakten van Hongarije. Hier raakten zij in oorlog met de Herulen. 
Volgens de overlevering leefden beide volken eerst in vrede naast elkaar en hadden ze een verdrag gesloten. Na drie jaren brak er een oorlog uit, omdat de broer van de Herulen koning Rudolf aan het hof van Tato werd vermoord. Tijdens een veldslag werd het leger van de Herulen vernietigend verslagen en koning Rudolf vermoord. De macht van de Herulen stortte hierna ineen en zij werden schatplichtig aan de Longobarden.
Tato kon niet lang van zijn overwinning genieten, want hij werd in 510 vermoord door Wacho, de zoon van zijn broer Zuchilo. Wacho werd koning en Ildiches de zoon van Tato zocht een goed heenkomen bij de Gepiden.